# Кадомцев, Борис Борисович
Борис Борисович Кадомцев (9 ноября 1928, Джаркент, Талды-Курганская область — 19 августа 1998) — советский и российский физик, академик АН СССР (1970; с 1991 года — РАН, член-корреспондент АН СССР с 1962), доктор физико-математических наук.

## Биография
Окончил физический факультет Московского государственного университета (1951). Работал в Физико-энергетическом институте (Обнинск) над теоретическими проблемами ядерной энергетики.
С 1956 года работал в Институте атомной энергии (ИАЭ) им. И. В. Курчатова. Основные исследования посвящены физике плазмы и проблеме управляемого термоядерного синтеза.
В период с 1976 по 1998 год был главным редактором журнала «Успехи физических наук».
Умер 19 августа 1998 года, похоронен на Троекуровском кладбище.

## Научная деятельность
Предсказал некоторые виды неустойчивости плазмы и заложил основы теории явлений переноса (диффузии и теплопроводности) в турбулентной плазме. Дал количественное объяснение явления аномального поведения плазмы в магнитном поле. Ряд работ посвящён проблеме термоизоляции плазмы в тороидальных магнитных камерах — токамаках.
Разработал теорию слабой турбулентности, учитывающей рассеяние волн на частицах и так называемые процессы распада волн. В 1986 создал теорию самоорганизации плазмы в токамаке. Несколько работ посвящено изучению устойчивости радиационных поясов Земли, нелинейных волновых процессов, переносу излучения, поведения вещества в сверхсильных магнитных полях.
Борис Борисович Кадомцев — автор научного открытия «Тококонвективная неустойчивость плазмы», которое занесено в Государственный реестр открытий СССР под № 78 с приоритетом от 14 декабря 1957 г.

### Международная научная деятельность
Б. Б. Кадомцев принимал активное участие в международном сотрудничестве учёных по проблеме управляемого термоядерного синтеза. Он был избран председателем секции физики плазмы Европейского сообщества, а также — председателем Международного научно-технического консультативного комитета проекта международного экспериментального термоядерного реактора ИТЭР, разрабатываемого под эгидой МАГАТЭ.

## Публикации Кадомцева
- Волны вокруг нас. — М.: Знание, 1981
- Коллективные явления в плазме. — М.: Наука, 1988. — 304 с.
- Динамика и информация. — М.: Изд. «Успехи физических наук», 1999. — ISBN 5-85504-010-3
- На пульсаре. — М.: Изд. «Успехи физических наук», 2001. — ISBN 5-85504-013-5
- Кадомцев Б. Б., Головин И. Н. Состояние и перспективы управляемого термоядерного синтеза // Атомная энергия : журнал. — 1996. — Ноябрь (т. 81, № 5). — С. 364-372.

Избранные труды
- Кадомцев, Борис Борисович. Избранные труды: [В 2 т.] / Б. Б. Кадомцев; Под ред. В. Д. Шафранова; [Сост.: М. Б. Кадомцев и др.]. — Москва : ФИЗМАТЛИТ, 2003 (ППП Тип. Наука). — 25 см.
  - Т. 1. — 2003. — 559 с., [1] л. портр. : ил.; ISBN 5-9221-0365-2
  - Т. 2. — 2003. — 584 с., [1] л. портр. : ил.; ISBN 5-9221-0430-6

## Названы его именем
- Уравнение Кадомцева — Петвиашвили
- уравнения Кадомцева — Погуце

## Награды
- Государственная премия СССР (1970) за исследование неустойчивости высокотемпературной плазмы в магнитном поле и создание метода её стабилизации «магнитной ямой»
- Ленинская премия (1984) за цикл работ «Теория термоядерной тороидальной плазмы»
- Орден Трудового Красного Знамени

## Международное признание
- Почётный член Шведской Королевской академии наук
- Почётный доктор Гумбольдтовского университета (Берлин)
- Премия «Fusion Power Associates» (Общества исследователей по проблеме управляемого синтеза) и премия[англ.] им. Дж. Максвелла Американского физического общества (1998)